# Kovács Gyula (közgazdász)
Monori Kovács Gyula (Monor, 1856. augusztus 1. – Budapest, 1944. február 10.) jogi doktor, egyetemi magántanár, a kereskedelmi múzeum aligazgatója, királyi tanácsos, közgazdasági író.

## Életpályája
Tanulmányait Pécsett és a budapesti egyetem jogi karán végezte. 1878-ban A kereskedelmi mérlegről címmel írt tanulmányát az egyetemi tanács jutalomban részesítette. 1880-ban jogi doktorrá avatták és ugyanakkor a miskolci kereskedelmi és iparkamara titkári állását foglalta el, ahol tíz évig működött. Kerülete képviseletében részt vett az 1880. és 1882. évi kamarai ankéton, az 1882. évi trieszti és 1885. évi budapesti kiállítás zsűrijében. 1890-ben Baross Gábor meghívására belépett a kereskedelmi minisztérium szolgálatába, ahol iparfejlesztési és belkereskedelmi kérdésekben dolgozott másfél évig. Működéséhez fűződik a kamarai kerületek kikerekítése és az új kamaráknak szervezése.
1891-ben a kereskedelmi múzeum aligazgatójává nevezték ki. E minőségében szervezte ezen intézet kirendeltségeit a megszállott tartományokban, Konstantinápolyban, Ruszcsukban (ma: Rusze) stb. Ugyanezen évben a budapesti egyetemen magántanárnak habilitálták és 1892-től a közgazdasági politikából tartott előadásokat. Az 1892-ben tartott philoppopoli kiállításra őt küldték ki miniszteri biztosi minőségben a kiállítók képviseletére. A bolgár fejedelem a Sándor-rend főtiszti keresztjével, a fejedelem anyja, Clementina hercegnő gyűrűjével tüntette ki.
1894-ben a lembergi országos kiállításon képviselte biztosi minőségben a magyar iparosokat. Ugyanez évben az antwerpeni nemzetközi kiállítás zsűrijének tagjává nevezték ki és a kereskedelmi miniszter megbízásából a milánói kiállítást tanulmányozta. Az ezredévi kiállítás előmunkálataiban is tevékeny részt vett. Előadója volt az ipari csoportok nagyobb részének, főnöke a felügyelet, jegykezelés, elárusítási és vendéglátási osztályoknak. A nép tömegesen kirándulásaival is sikert aratott; a néprajzi s háziipari kiállítás szervezése szintén az ő műve. A kiállítás körül szerzett érdemei elismeréséül a király ő felsége 1896-ban a királyi tanácsosi címet adományozta neki.
1886-tól előadta az egyetemen a közgazdaságtant; a budapesti kereskedelmi akadémián, a kereskedelmi iskolák tanárképző intézetében és a keleti kereskedelmi akadémián is.

## Írásai
Cikkei a Nemzetgazdasági Szemlében (1877-1878. gróf Szapáry János mint közgazdasági író; 1880-81. Az agio befolyása a termelésre, a hitelre és kamatlábra); az Ellenőrbe vezérszikkeket és tudósításokat írt (1880-81.); a Nemzetnek rendes munkatársa (1882-től, számos nemzetgazdasági cikk); a Borsodmegyei Lapokba (1882-83. közgazd. czikkek); a Magyar Nemzetgazdába (1884.); írt még az Ethnographiába (1896. A néprajzi kiállítás), a Magyar Iparba, a Magántisztviselők Lapjába, a Magyar Kereskedelmi Múzeumba közgazdasági és politikai cikkeket stb.

## Munkái
- Az agio ingadozásának hatása a kereskedelmi forgalomra. Közgazdasági tanulmány. Bpest, 1881. (Különnyomat a Nemzetg. Szemléből, a m. tud. akadémia által a Dora-díjjal jutalmazott pályamű).
- A miskolczi kereskedelmi iparkamara jelentése az 1880. és 1890. évekről. Miskolcz. (Ism. Nemzetgazdasági Szemle).
- A borsod-miskolczi házi-iparegyesület tíz évi története. Bpest, 1885.
- Az italmérési regalejogról. Miskolcz, 1888.
- A magyar háziipar törzskönyve. Ugyanott, 1898.
- Közgazdaságtan I–II. Bp., 1899–1902. I. kötet
- A m. kir. Kereskedelmi Múzeum és a világháború. Bp., 1915.
- Magyar áruforgalmi iroda. Bp., 1917.
- A világgazdaság újabb jelenségei. Bp., 1929.
- A világgazdaság válsága idejéből (I–XII. füzet, Bp., 1929–34)
- Világválságban. Bp., 1932.
- Az átmeneti gazdaságról és ennek politikájáról. Bécs, 1942.

Szerkesztette a Közgazdaság czímű szaklapot 1880-81-ben és megindította a Borsodmegyei Lapok c. társadalmi és közgazdasági hetenként kétszer megjelenő közlönyt 1881. jún. 29., mely lapnak szerkesztő-tulajdonosa volt 1882-ig Miskolcon és főszerkesztője a Kiállítási Czímtárnak, mely 1895-ben Budapesten nyolcz nyelven jelent meg.
Jegyei: K. Gy. (a Borsodmegyei Lapokban.)